# Libby
Libby är en småort i Husby-Sjuhundra socken i Norrtälje kommun, Stockholms län. 